# 키자키 제시카
키자키 제시카(일본어: 希崎ジェシカ, 1989년 6월 10일 ~ )는 일본의 성인 비디오 여배우다. 그라비아 잡지 《Bejean》 2008년 8월호를 통해 그라비아에 데뷔했다. 같은해 6월의 《현역고교생 신체검사》라는 작품으로 첫 이미지 비디오를 발매했으며, 남성지 《더 베스트 MAGAZINE ORIGINAL》 10월호에서 첫 누드 화보를 실었다. 2008년에 아이디어 포켓과 12편 AV에 출연하는 대형 계약을 맺었으며, 2008년 9월 1일 데뷔작인 《FIRST IMPRESSION 38》로서 AV 여배우가 되었다. 데뷔 직후 아이디어 포켓 9월 월간랭킹 1위에 올랐으며, 9월의 DMM.com 월간 DVD랭킹에 3위에 랭크됐다. 2009년 《오네다리!! 마스캇토》에 출연하며 에비스 마스캇츠 멤버로 가입되었고, 그룹이 해체될때까지 활동하며 방송과 음반에 참여했다.
2011년 스카파! 성인방송대상에서 livedoor상을 수상했고, 2012년에는 DMM.com이 소비자를 대상으로 주관한 성인 비디오 30주년 기념으로 기획된 인기 투표에서 17위에 이름을 올렸다.